# Ctenophthalmus congener
Ctenophthalmus congener är en loppart som beskrevs av Rothschild 1907. Ctenophthalmus congener ingår i släktet Ctenophthalmus och familjen mullvadsloppor.

## Underarter
Arten delas in i följande underarter:
- C. c. congener
- C. c. geminus
- C. c. italoscopus
- C. c. levadianus
- C. c. nadimi
- C. c. tenuistigmatus
- C. c. troilus
- C. c. vicarius